# Gabinet George’a Reida
Gabinet George’a Reida (znany w australijskiej historiografii jako the Reid Ministry) – czwarty w historii gabinet federalny Australii, urzędujący od 18 sierpnia 1904 do 5 lipca 1905 roku. Gabinet tworzyła Partia Wolnego Handlu przy współudziale czterech polityków należących formalnie do Partii Protekcjonistycznej, którzy jednak później nie powrócili już w szeregi tego ugrupowania.
Przez cały okres swojego istnienia był gabinetem mniejszościowym, zaś jego powstanie wzięło się z konfliktu między protekcjonistami a Australijską Partią Pracy (ALP), na których nieformalnym porozumieniu opierał się wcześniejszy gabinet Chrisa Watsona. Ekipa Reida nie mogła liczyć w parlamencie na wsparcie żadnej z tych dwóch partii, dlatego od początku postrzegała się bardziej jako rząd tymczasowy, raczej administrujący krajem niż wprowadzający własny ambitny program. W lipcu 1905 ALP i protekcjoniści wreszcie zakopali wojenny topór, wspólnie przegłosowali wotum nieufności dla gabinetu Reida oraz doprowadzili do powołania drugiego gabinetu Alfreda Deakina.

## Skład gabinetu
| stanowisko                                     | członek gabinetu |
| ---------------------------------------------- | ---------------- |
| premier                                        | George Reid      |
| minister spraw zagranicznych                   | George Reid      |
| minister skarbu                                | George Turner    |
| prokurator generalny                           | Josiah Symon     |
| minister spraw wewnętrznych                    | Dugald Thomson   |
| minister handlu i ceł                          | Allan McLean     |
| minister obrony                                | James McCay      |
| minister poczty                                | Sydney Smith     |
| wiceprzewodniczący Federalnej Rady Wykonawczej | James Drake      |